# Ходинці (Хорватія)
45°40′ пн. ш. 15°24′ сх. д. / 45.66° пн. ш. 15.40° сх. д.
Ходинці (хорв. Hodinci) — населений пункт у Хорватії, в Карловацькій жупанії у складі міста Озаль.

## Населення
Населення за даними перепису 2011 року становило 31 осіб.
Динаміка чисельності населення поселення: